# メキシコ国立天文台
メキシコ国立天文台（メキシコこくりつてんもんだい、Observatorio Astronomico Nacional）は、メキシコの天文台。
1878年にメキシコシティのチャプルテペク城 (Chapultepec Castle) に設けられた。その後、メキシコシティ郊外のタクバヤ(Tacubaya)に移り、20世紀の半ばになってプエブラ州のトナンツィントラに移された。光害などにより1967年に現在のバハ・カリフォルニア州のSierra San Pedro Martirに移った。メキシコ国立自治大学 (Universidad Nacional Autónoma de México：National Autonomous University of Mexico) が運営している。
リッチー・クレチアン（Ritchey-Chrétien）光学系をもつ3台の望遠鏡が設置されている。1970年に設置された1.5m望遠鏡、1972年に設置された0.84m望遠鏡、1974年から1979年までかけて建設されたメキシコ最大の2.12m望遠鏡がある。

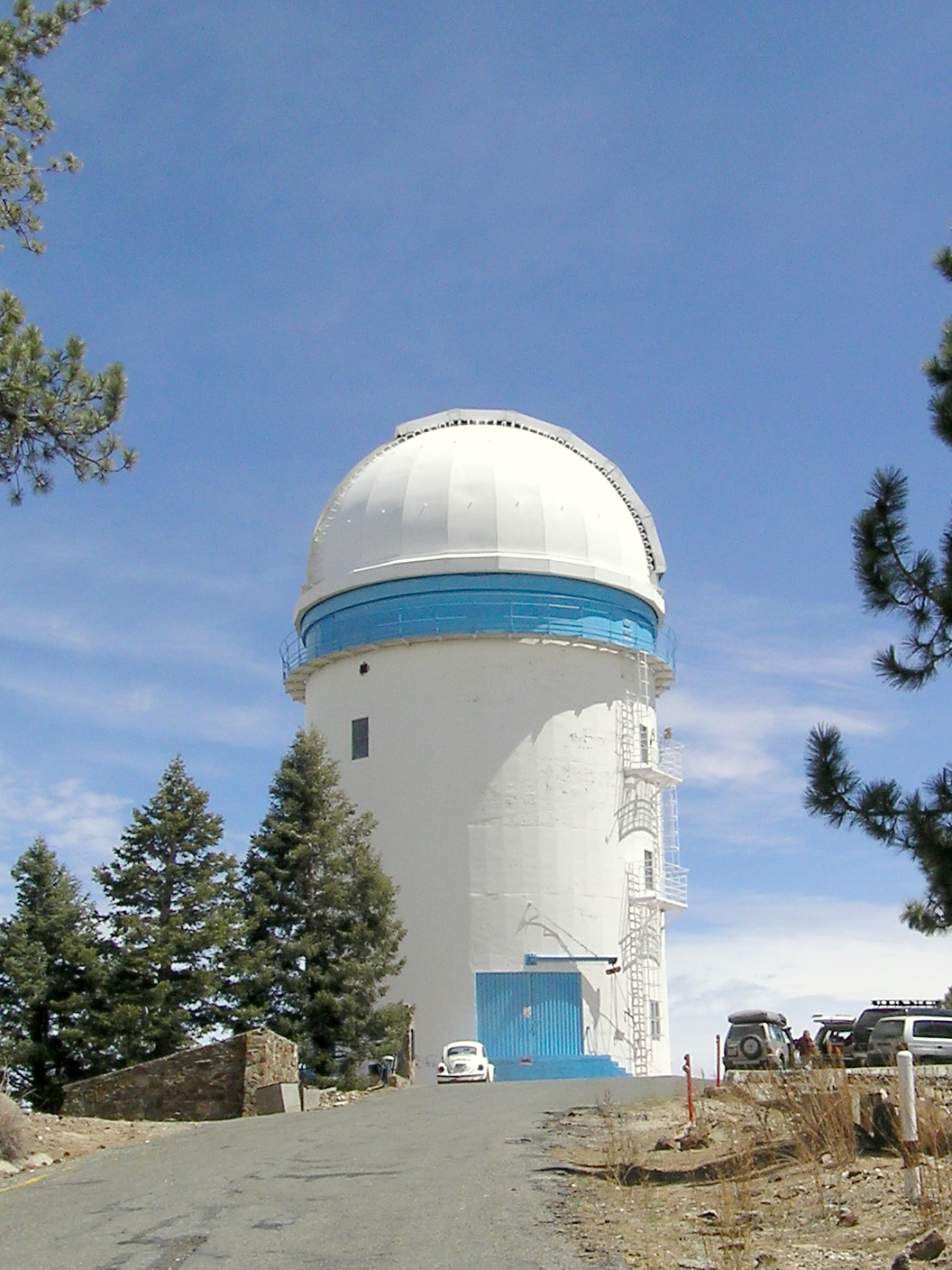
2.12m 望遠鏡の建物
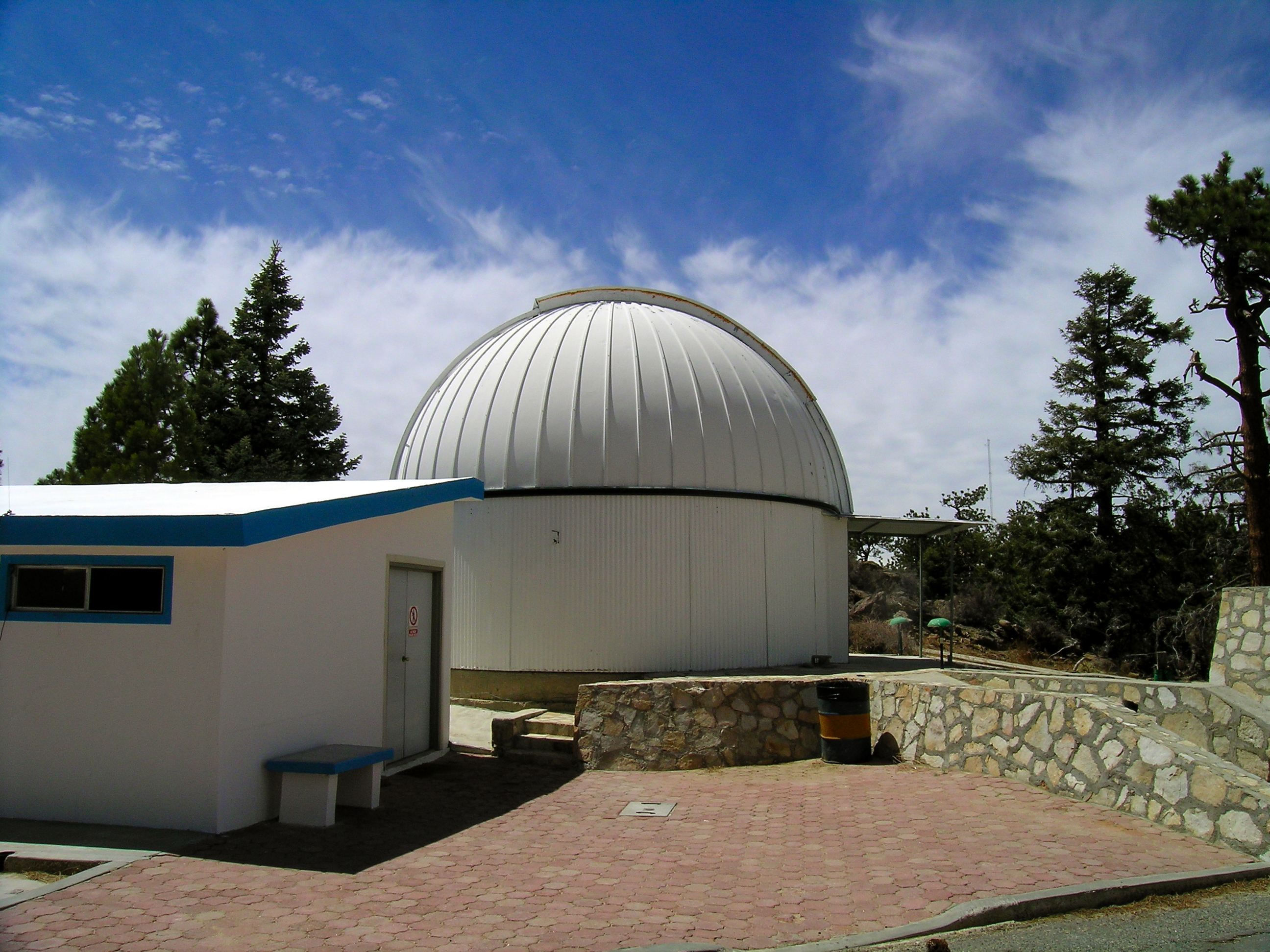
1.5m 望遠鏡の建物
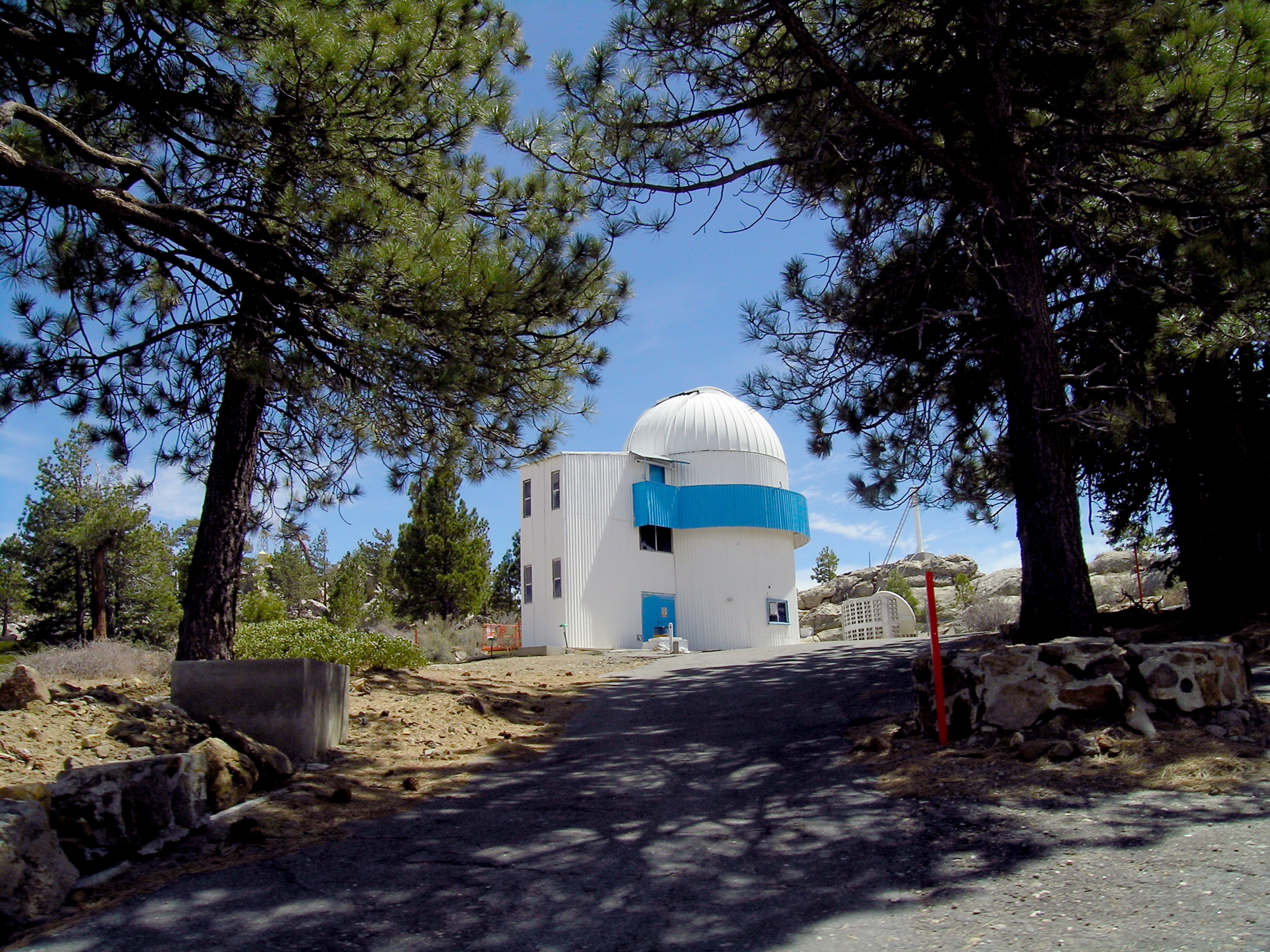
0.84m 望遠鏡の建物
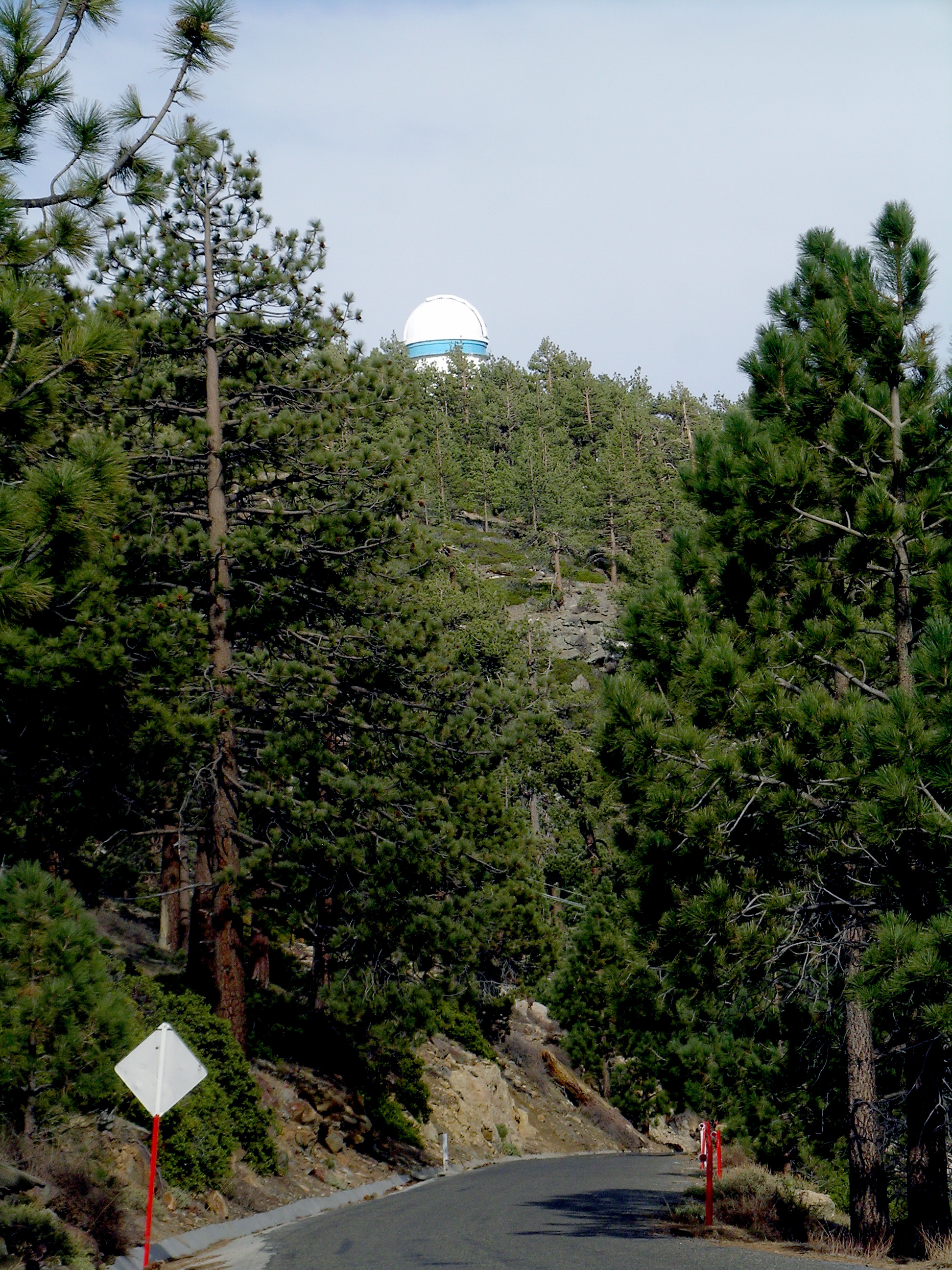
下方から見た天文台